# نايومي كافاداي
نايومي كافاداي (بالإنجليزية: Naomi Cavaday)‏ مواليد 24 أبريل 1989 في كنت، هي لاعبة كرة مضرب بريطانية بدأت مسيرتها كمحترفة سنة 2005 وهي تلعب باليد اليسرى، اعتزلت مؤقتا اللعب في 2011–2014 ثم عادة مرة أخرى. أعلى تصنيف لها في الفردي كان المركز الـ 174 في سنة 2010. أعلى تصنيف لها في الزوجي كان المركز الـ 184 في سنة 2010.

## الخط الزمني للأداء
مفتاح
| ف | ن | ن.ن | ر.ن | د# | د.م | ل | أ.أ | ت | غ | ب | ف | ذ | م.خ | ل.ت |

(ف) فاز بالبطولة (ن) وصل النهائي (ن.ن) نصف النهائي (ر.ن) ربع النهائي (د#) الأدوار الأربعة الأولى (د.م) دور المجموعات (ل) شارك في كأس ديفيز (أ.أ) خرج من الأدوار الاولى (ت) خسر التصفيات التأهيلية (غ) غاب عن الحدث أو البطولة (ب) حصل على ميدالية برونزية (ف) حصل على ميدالية فضية (ذ) حصل على ميدالية ذهبية (م.خ) بطولة الماسترز خُفضت إلى مرتبة أقل (ل.ت) البطولة لم تعقد في السنة المعينة.
لتجنب الارتباك وازدواجية الحساب، يتم تحديث هذه المعلومات إما في نهاية البطولة، أو عندما تكون مشاركة اللاعب في البطولة قد انتهت.

### الفردي
| الدورة            | 2006 | 2007 | 2008 | 2009 | 2010 | الفوز والخسارة |
| ----------------- | ---- | ---- | ---- | ---- | ---- | -------------- |
| أستراليا المفتوحة | غ    | غ    | غ    | غ    | ت2   | 0–0            |
| فرنسا المفتوحة    | غ    | غ    | ت1   | غ    | ت1   | 0–0            |
| بطولة ويمبلدون    | د1   | د1   | د1   | ت3   | ت2   | 0–3            |
| أمريكا المفتوحة   | غ    | ت3   | ت1   | غ    | ت1   | 0–0            |
| تصنيف نهاية العام | 401  | 196  | 268  | 203  | 213  | بلا            |

## روابط خارجية
- نايومي كافاداي على موقع رابطة محترفات التنس (الإنجليزية)
- نايومي كافاداي على موقع الاتحاد الدولي لكرة المضرب (الإنجليزية)
- نايومي كافاداي على موقع كأس بيلي جين كينغ (الإنجليزية)
- نايومي كافاداي على موقع بطولة ويمبلدون (الإنجليزية)
- نايومي كافاداي على موقع خلاصة التنس.كوم (الإنجليزية)
- نايومي كافاداي على موقع إي إس بي إن.كوم (الإنجليزية)